# Lekhyttan

Lekhyttan är en mindre ort i Lekebergs kommun i västra Närke. Lekhyttan ligger mellan Örebro och Karlskoga, nära Lanna och sjön Leken. Genom området går E18, som från och med 2008 har motorvägsstandard österut från platsen mot Örebro.
Lekhyttan har av Länsstyrelsen i Örebro län klassats som riksintressant kulturmiljö. I Lekhyttan finns bymiljö och bergsmansby med bebyggelse från 1700- och 1800-talen. Bebyggelsen är välbevarad och det finns ett småskaligt odlingslandskap. Det finns också lämningar av hyttan, som togs ur bruk år 1776.
Hallagården var en gång gästgiveri, och dess äldsta delar härstammar från 1600-talet. Det finns också en tullstuga från 1700-talet.